# 172-й гвардейский миномётный полк
172-й гвардейский миномётный полк — воинское подразделение Вооружённых сил СССР в Великой Отечественной войне.

## История
Полк сформирован путём преобразования 172-го миномётного полка 12.01.1945 года.
В составе действующей армии с 23.02.1945 по 11.05.1945 года.
- О боевом пути полка смотри статью 54-я гвардейская дивизионная артиллерийская бригада
- О боевом пути полка смотри статью 99-я гвардейская стрелковая дивизия

## Полное наименование
- 172-й гвардейский миномётный Печенгский ордена Александра Невского полк[1]

## Подчинение
| Дата            | Фронт (округ)        | Армия                 | Корпус                             | Дивизия                             | Бригада                                             | Примечания |
| --------------- | -------------------- | --------------------- | ---------------------------------- | ----------------------------------- | --------------------------------------------------- | ---------- |
| 01.02.1945 года | -                    | -                     | -                                  | -                                   | -                                                   | нет данных |
| 01.03.1945 года | 2-й Украинский фронт | 9-я гвардейская армия | 37-й гвардейский стрелковый корпус | 99-я гвардейская стрелковая дивизия | 54-я гвардейская дивизионная артиллерийская бригада | -          |
| 01.04.1945 года | 3-й Украинский фронт | 9-я гвардейская армия | 37-й гвардейский стрелковый корпус | 99-я гвардейская стрелковая дивизия | 54-я гвардейская дивизионная артиллерийская бригада | -          |
| 01.05.1945 года | 3-й Украинский фронт | 9-я гвардейская армия | 37-й гвардейский стрелковый корпус | 99-я гвардейская стрелковая дивизия | 54-я гвардейская дивизионная артиллерийская бригада | -          |

## Командиры
- подполковник Лазарев Емилиан Николаевич (с 6.1942 — 1944), майор Кожин Иван Никифорович (с 1944, убит — 8.04.1945), майор Пчелин Николай Иванович (с 4.1945), п/п Бессонов Михаил Филиппович (с 7.1945);
- замком майор Пчелин Н. И. (до 4.1945, затем ком-р полка, в 1944 — замком 298 минп);
- нач. штаба майор Гут (1944), майор Рванцов Даниил Иванович (1945);

Командиры дивизионов:
- ком-р 1-го д-на майор Кафидов Михаил Дмитриевич (убит в бою 19.03.1945); нш 2-го д-на капитан Затковецкий Григорий Исакович (1944);
- ком-р 2-го д-на капитан Иванков Н. (1944); нш 2-го д-на капитан Даниленко Василий Степанович (с 1944);

## Награды и наименования
| Награда (наименование)             | Дата       | За что получена                                |
| ---------------------------------- | ---------- | ---------------------------------------------- |
| Гвардейский                        | 12.01.1945 |                                                |
| Почётное наименование «Печенгский» |            | по преемственности от 172-го миномётного полка |
| Орден Александра Невского          |            |                                                |